# Ulica Teatralna we Wrocławiu

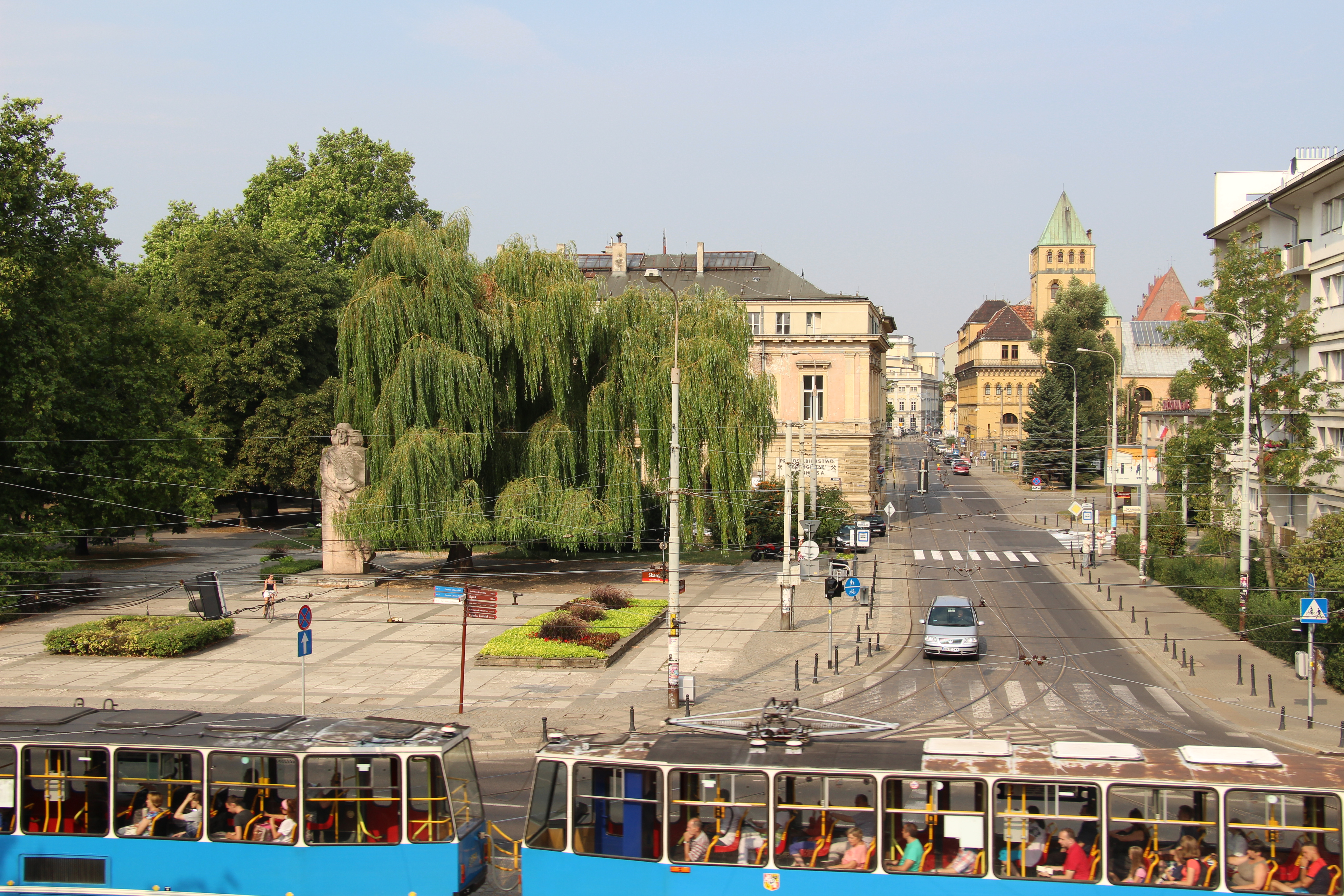
Widok ze Wzgórza Partyzantów w kierunku zachodnim

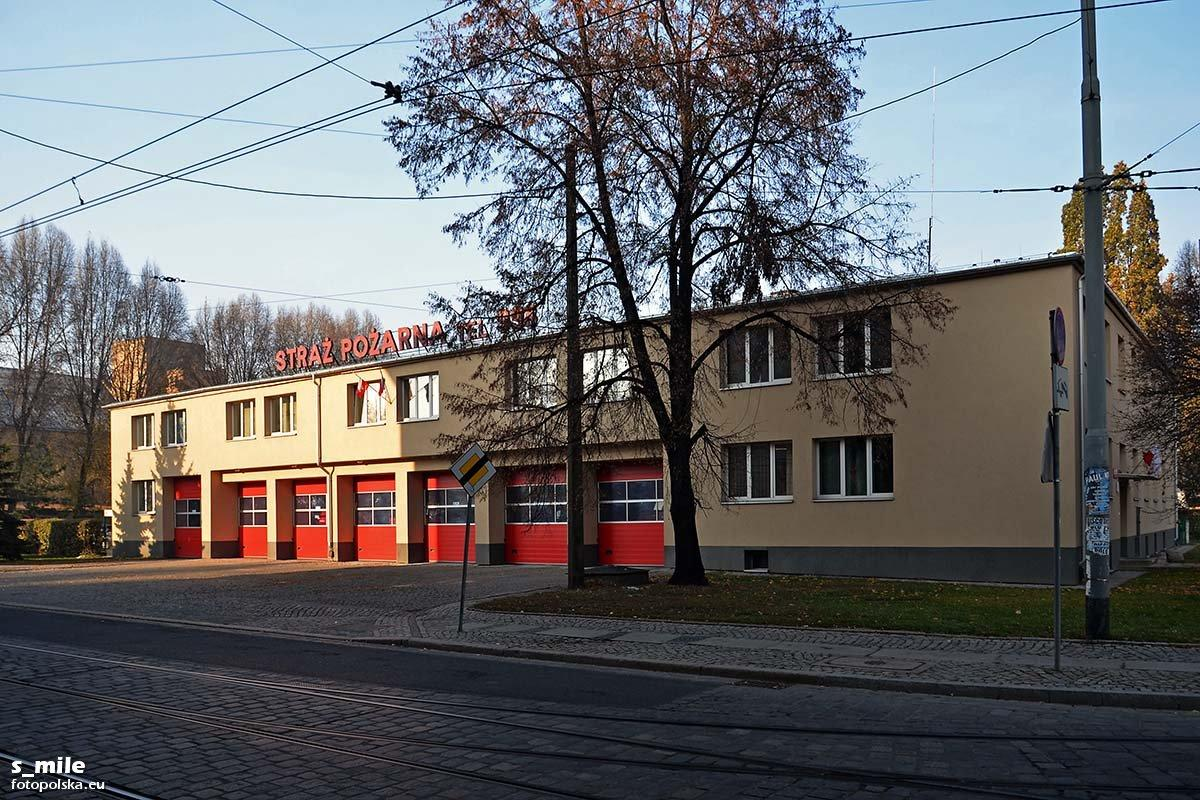
PSP nr 1 we Wrocławiu

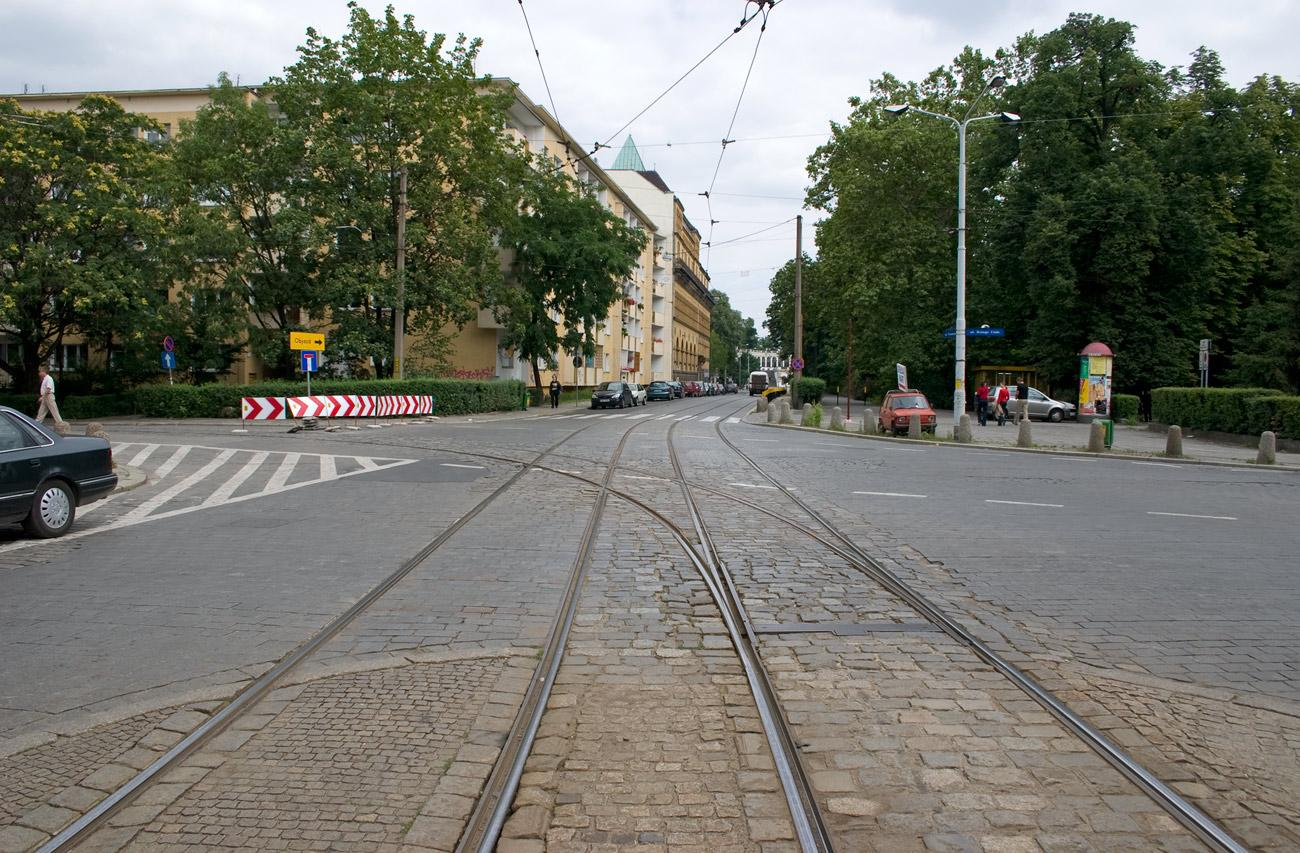
Widok w kierunku wschodnim, przed przebudową

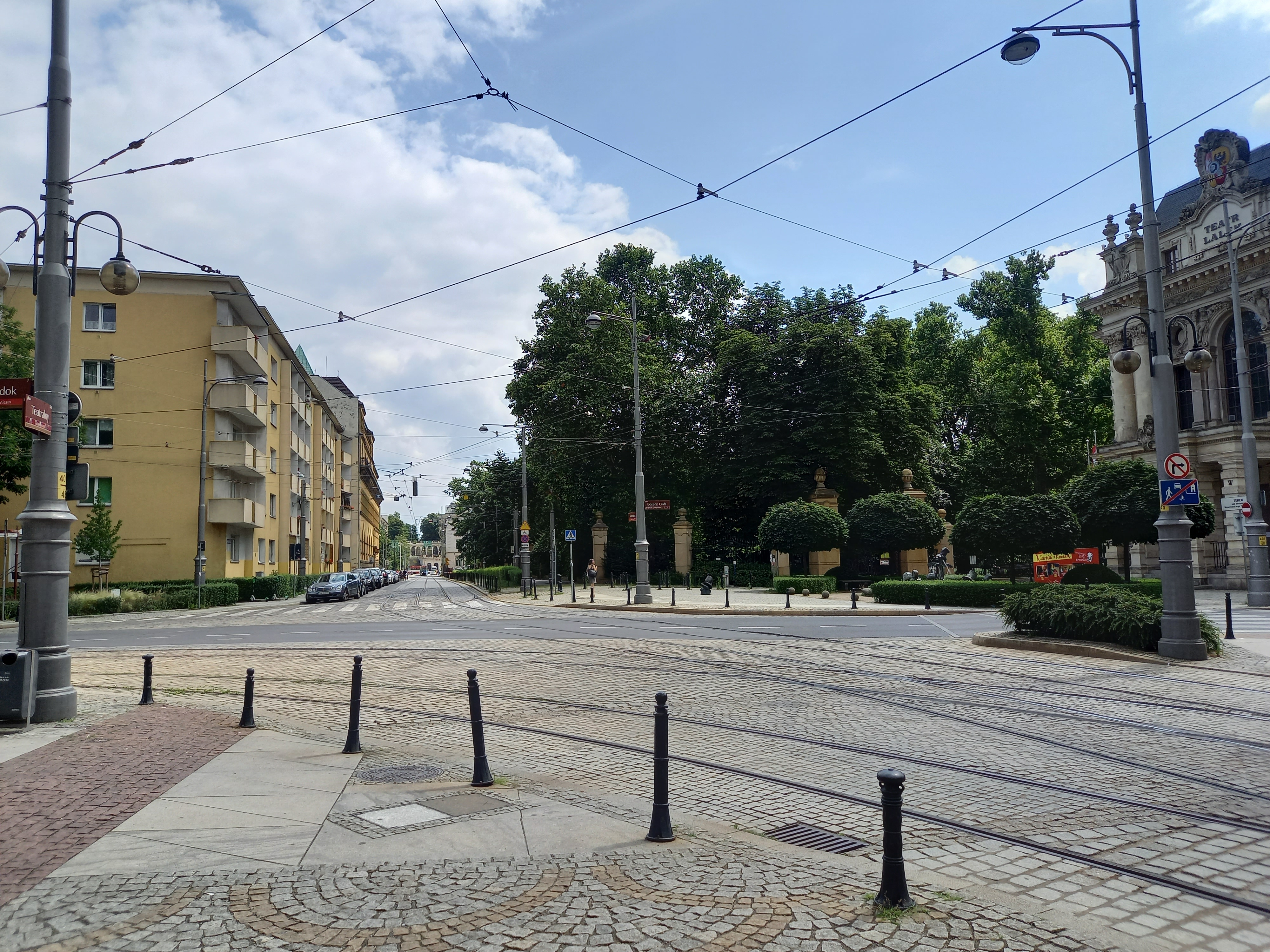
Widok z pl. Teatralnego, po przebudowie

Ulica Teatralna – ulica położona we Wrocławiu na Starym Mieście. Łączy ulicę Piotra Skargi z placem Teatralnym i ulicami Widok oraz Bożego Ciała. Ma 326 m długości. Przy ulicy znajdują się między innymi zabytkowe obiekty: budynek dawnej Łaźni Miejskiej oraz Pałac Ignacego Leipzigera, połączony z kamienicą J. Schottländera, a także tereny zielone: Park Mikołaja Kopernika i Promenada Staromiejska biegnąca wzdłuż fosy miejskiej.

## Historia
Ulica została wytyczona na obszarze międzymurza (Zwinger). Biegła pomiędzy XIV-wiecznym murem obronnym, a XV-wiecznym przedmurzem jako zaniedbana droga wzdłuż murów miejskich. Tu od schyłku średniowiecza funkcjonowała strzelnica kupiecka (od XVI wieku). Później w jej miejscu urządzono ogród – park – stowarzyszenia kupców chrześcijańskich (Kaufmanns Zwinger). W 1767–1770 na działce położonej przy zachodnim krańcu dzisiejszej ulicy wybudowano Resursę Kupiecką. W 1806 zburzono mury obronne. W ich miejscu powstał między innymi plac Teatralny (Zwingerplatz), stanowiący przedłużenie ulicy Teatralnej, jak i przed 1824 powstała sama ulica, poszerzona do dzisiejszego układu około 1892. W tym właśnie roku (lub w latach 1889–1891) zbudowano również nowy budynek Resursy Kupieckiej, istniejący do dziś, w którym funkcjonuje Wrocławski Teatr Lalek. W latach 1872–1874 zbudowano pałac Leipzigerów na miejscu istniejącej tu wcześniej ujeżdżalni przy Promenadzie Staromiejskiej. W 1897 natomiast w pierzei południowej zbudowano zakład kąpielowy, rozbudowany w latach 1908 i 1925. Po wojnie budynek Resursy Kupieckiej stał się siedzibą Towarzystwa Przyjaźni Polsko-Radzieckiej oraz Wrocławskiego Teatru Lalek. Ogród natomiast został przekształcony w otwarty park miejski i włączony do Promenady Staromiejskiej. Zabudowa ulicy została znacznie zniszczona w czasie działań wojennych prowadzonych podczas oblężenia Wrocławia w 1945 roku. W 1955 roku rozebrano istniejące ogrodzenie – mur okalający park. W miejsce zniszczonej zabudowy po stronie północnej posadowiono nowe budynki. W 1958 oddano do użytku czteropiętrowy budynek mieszkalny pod numerami 22-26 spółdzielni „Alfa” (budynki mieszkalne przy ulicy Teatralnej 22-26 i Piotra Skargi 7-17 we Wrocławiu). Z kolei budynek przy skrzyżowaniu z ulicą Widok pod numerami 4-8 zbudowała spółdzielnia „Świt” w 1963 roku. Natomiast strażnica straży pożarnej powstała w 1964.

## Nazwy
W swojej historii ulica nosiła następujące nazwy: 
- Zwinger, nazwa potoczna do 1824[6]
- Zwingerstrasse, od 1824 do 1945[1][6][14]
- Teatralna, od 1945[1][3][6][14].

Wcześniejsza nazwa ulicy Zwingerstrasse, podobnie jak nazwa stanowiącego jej kontynuację placu Teatralnego – Zwingerplatz i parku Zwinerpark, kojarzy się z ich położeniem między murami (zwinger – w języku niemieckim oznacza międzymurze lub przedmurze), choć wskazuje się jako źródło tych nazw nazwę pałacu, który do 1890 r., kiedy to spłonął w pożarze, stał w miejscu dzisiejszego Teatru Lalek i nosił nazwę Zwinger. Współczesna nazwa ulicy została nadana przez Zarząd Miejski i ogłoszona w okólniku nr 60 z 21.09.1945 r. oraz 76 z 19.10.1945 r..

## Układ drogowy
Do ulicy przypisana jest droga gminna numer 106848D o długości 326 m klasy lokalnej. Obejmuje działkę gruntu o powierzchni 5839 m². Wzdłuż całej ulicy przebiega dwutorowa linia tramwajowa wbudowana w jezdnię, która łączy się na wschodnim krańcu z linią przebiegającą ulicą Piotra Skargi, po stronie zachodniej z liniami biegnącymi przez plac Teatralny oraz ulicą Widok, a ponadto łączy się z torowiskiem technicznym w północnym odcinku ulicy Wierzbowej. Przy ulicy, na odcinku pomiędzy ulicą Wierzbową a ulicą Piotra Skargi położony jest przystanek tramwajowy dla obu kierunków jazdy o nazwie „Park Staromiejski”.
Ulice i place powiązane z ulicą Teatralną:
- skrzyżowanie: ulica Piotra Skargi[2][3][19], sygnalizacja świetlna[20]
- skrzyżowanie: ul. Wierzbowa[2][21]
- skrzyżowanie: 
  - plac Teatralny[2][3][22]
  - ulica Widok[2][23][24]
  - ulica Bożego Ciała[2][23][24].

## Zabudowa i zagospodarowanie
Północna strona ulicy jest zabudowana na całej swej długości, choć nie jest to zabudowa ciągła. Numery początkowe od 2 do 8 obejmują powojenne budynki mieszkalne, wielorodzinne, o wysokości do 21 m. Przylegają one do zabytkowego budynku dawnej łaźni miejskiej, obecnie centrum SPA, pod numerami 10-12, o wysokości zabudowy do 21 m, a za nim ogrodzony parking naziemny, z możliwością zagospodarowania pod handel i usługi. Dalej znajduje się ogrodzony teren jednostki straży pożarnej pod numerami 14-20, choć obszarowi temu nadaje się inne, nowe przeznaczenie m.in. pod handel, usługi i mieszkalnictwo. Obiekt zajmuje Jednostka Ratowniczo-Gaśnicza PSP nr 1 we Wrocławiu. Pomiędzy ulicą Wierzbową i Piotra Skargi znajduje się powojenny budynek mieszkalny, wielorodzinny pod numerami od 22 do 26, o wysokości zabudowy do 22 m.
Południowa strona ulic zdominowana jest przez tereny zielone. Początek ulicy jednak zagospodarowany jest przez zabytkowy budynek obecnego Teatru Lalek (pierwotnie resursa kupiecka) i niewielki skweru od frontu z obiektem szczególnym jakim jest fontanna z figurami wrocławskich krasnali. Dalej znajduje się ogrodzony Park Mikołaja Kopernika, dawny ogród resursy kupieckiej. Drugim budynkiem położonym po tej stronie drogi, na końcu parku, jest dawny Pałac Ignacego Leipzigera, połączony z kamienicą J. Schottländera, następnie budynek biurowy i później siedziba Przedsiębiorstwa Geologicznego "PROXIMA", o wysokości do 21 m. Za budynkiem, do ulicy Piotra Skargi, rozpościera się plac stanowiący fragment Promenady Staromiejskiej. Znajduje się tu Pomnik Mikołaja Kopernika z 1974 r.
Obszar ulicy i terenów przyległych objęty jest rejonem statystycznym nr 933220. W 2018 r. zameldowanych w nim było 306 osób, a gęstość zaludnienia wynosiła 2938 osób/km². Tereny te położone są na wysokości bezwzględnej około 119–120 m n.p.m. Położone są w obszarze zabudowy śródmiejskiej.

## Ochrona i zabytki
Obszar, na którym położona jest ulica Teatralna, podlega ochronie w ramach zespołu urbanistycznego Starego Miasta z XIII-XIX wieku, wpisanego do rejestru zabytków pod nr. rej.: 196 z 15.02.1962 oraz A/1580/212 z 12.05.1967 r.. Inną formą ochrony tych obszarów jest ustanowienie historycznego centrum miasta, w nieco szerszym obszarowo zakresie niż wyżej wskazany zespół urbanistyczny, jako pomnik historii  . Samo miasto włączyło ten obszar jako cenny i wymagający ochrony do Parku Kulturowego "Stare Miasto", który zakłada ochronę krajobrazu kulturowego oraz uporządkowanie, zachowanie i właściwe kształtowanie krajobrazu kulturowego i historycznego charakteru najstarszej części miasta. Tereny te również leżą w strefie ochrony konserwatorskiej, w strefie ochrony konserwatorskiej zabytków archeologicznych, oraz w granicach obszarów rehabilitacji istniejącej zabudowy i infrastruktury technicznej.
Przy ulicy i w najbliższym sąsiedztwie znajdują się następujące zabytki:
| obiekt, położenie | powstanie, nr rej. | foto |
| --- | --- | ---- |
| strona północna | |      |
| Łaźnia Miejska, obecnie Wrocławskie Centrum SPA ulica Teatralna 10-12 | 01.09.1895 – 14.06.1897 (projekt Wilhelm Werdelmann), lata 1907–1908, lata 1925-1927 (przebudowa proj. Haase & Eras)(1897, 1908, 1925 r.) A/2499/347/Wm z dnia 03.05.1977 r. |      |
| baseny męskie, następnie baseny sportowe w kompleksie dawnej łaźni miejskiej, obecnie Wrocławskie Centrum SPA filtrownia w kompleksie dawnej łaźni miejskiej, ob. Wrocławskie Centrum SPA kotłownia w kompleksie łaźni miejskiej, ob. Wrocławskie Centrum SPA ulica Tratralna 10-12 | gez, mpzp |      |
| strona południowa | |      |
| Resursa Kupiecka (Dom Związku Chrześcijańskich Kupców), obecnie Wrocławski Teatr Lalek wraz ze skwerem od frontu i terenem działki (nr 17 AM-33) plac Teatralny 4 | lata 1892–1894 (projekt Eduard Blümner), rozbudowa lata 1905–1909 (projekt Albert Grau)(lata 1892–1909) A/2474/495/Wm z dnia 05.10.1992 r.                                   |      |
| Ogród resursy kupieckiej (Zwingergarten), obecnie Park Mikołaja Kopernika | połowa XIX wieku, lata 2009–2010 (prace rewaloryzacyjne) gez, mpzp |      |
| Pałac Ignacego Leipzigera, połączony z kamienicą J. Schottländera, obecnie budynek biurowy Przedsiębiorstwa Geologicznego "PROXIMA" ulica Wierzbowa 15 | lata 1872–1874 (projekt Carl Schmidt), lata 1922–1923; kamienica: lata 1877–1878, lata 1902 i 1937 – przebudowy (lata 1872–1874, XX wiek) A/2279/465/Wm z dnia 24.12.1991 r. |      |
| Promenada Staromiejska (wzdłuż Fosy Miejskiej, w miejscu dawnych fortyfikacji obronnych) | po 1807 r., proj. 1813 r. (J.F.Knorr) gez, mpzp |      |

## Osie widokowe
Dla tej ulicy ochronie podlegają również osie widokowe. W kierunku zachodnim obowiązuje ochrona osi widokowej przez plac Teatralny z widokiem na dominantę, którą stanowi budynek Opery Dolnośląskiej. Natomiast w kierunku wschodnim oś widokowa poprzez przecinającą ją ulicą Piotra Skargi zapewnia panoramę na Zespół Bastionu Sakwowego, następnie wzgórza widokowego z zabudową rozrywkowo-rekreacyjną (Liebichs Höhe), obecnie Wzgórze Partyzantów, stanowiącego założenie przestrzenne z XVI wieku i modyfikowanego w XIX wieku oraz w latach 40. XX wieku. W szczególności ochronie widokowej podlegają wchodzące w skład wyżej opisanego kompleksu: kolumnadę, tzw. Liebicha oraz pawilon perystylowy i inne. Ochronie podlega także oś widokowa z ulicy Widok poprzez ulicę Teatralną na budynek Teatru Lalek.

## Wrocławskie krasnale
Przy ulicy i w najbliższym otoczeniu zamontowano następujące figurki wrocławskich krasnali:
- Krasnale Wodne, w ramach fontanny na skwerze przed budynkiem Teatru Lalek[31][32]:
  - Puszczający Stateczki
  - Karmiący Ptaki
  - Ogrodnik
  - Aktor
  - Parasolnik
  - Wierzbownik
  - Zbierający Wodę
- Krasnale basenowe[61]:
  - Plumplumek
  - Bulbulek
  - Ratuś
  - Helpik.